# ترنتون (ایلینوی)
ترنتون، ایلینوی (به انگلیسی: Trenton, Illinois) یک شهر در ایالات متحده آمریکا با جمعیت ۳٬۱۸۴ نفر است که در ایلی‌نوی واقع شده‌است.

## موقعیت جغرافیایی
موقعیت جغرافیایی شهرها و مناطق اطراف به شرح زیر است: